# Брукс (Алберта)
Брукс (енгл. Brooks) је град у југоисточном делу канадске преријске провинције Алберта. Кроз град пролази ауто-пут који повезује канадску источну са западном обалом. Удаљен је 186 км југоисточно од главног града провинције Едмонтона.
Град лежи у подручју травнате степе на 758 метара надморске висине и у зони семиаридне климе (Кепенова класификација климата BSk). Подручје се одликује дугим и хладним зимама са мањом количином снежних падавина, те доста краким али топлим летима. Током целе године влажност ваздуха је доста мала са максимумом падавина крајем пролећа и почетком лета када су снажне олује уобичајена појава. Просечна количина падавина је 348 мм годишње. Најхладнији месец је јануар са просеком од −11,3 °C а најтоплији је јул са просеком од 18,3 °C.
На подручју данашњег Брукса нису постојала стална насеља све до 1887. када су номадска племена припадника првих народа која су се бавила ловом на бизоне заменила фармерска насеља. Насеље је тек 1904. добило садашње име, у част инжењера Ноела Еџела Брукса који је учествовао у радовима на железници која је пролазила кроз тај део Канаде. Брукс је 1910. добио статус села а већ следеће године и статус вароши иако је у њему тада живело свега 486 становника. Од 1. септембра 2011. Брукс има статус града у оквиру провинције Алберта. 
Према статистичким подацима из 2011. у граду је живело 13.676 становника што је за 9,3% више у односу на податке из 2006. (12.508). Град је познат као мултикултурална средина у којој живе многобројне народности због чега га често зову и Градом стотину поздрава. Инспирисана том чињеницом редитељка Дејна Инкстер је снимила документарни филм 24 Days in Brooks.
Једна од знаменитости града је аквадукт који се налази 8 км јужније а који је саграђен током 1910-их у сврху снабдевања водом тог подручја. Аквадукт је данас заштићен као историјско добро Канаде. На око пола сата вожње од града налази се и археолошки парк Дајнесор, познат по великој колекцији фосилних остатака диносауруса.

## Становништво
| 1996.  | 2001.  | 2006.  | 2011.  | 2016.  |
| ------ | ------ | ------ | ------ | ------ |
| 10.093 | 11.604 | 12.498 | 13.676 | 14.451 |